# Крассула обманчивая
Крассула обманчивая (лат. Crassula deceptor) — вид суккулентных растений рода Толстянка (Crassula) семейства Толстянковые (Crassulaceae), естественно произрастающий на территории Намибии и Капской провинции Южно-Африканской Республики.

## Название
Родовое латинское название Crassula происходит от латинского слова crassus, — «толстый», в основном из-за присутствия у растений этого рода сочных листьев.
Видовой эпитет deceptor переводится с латинского как «мошенник, самозванец» из-за предшествующей путаницы с растением Crassula deltoidea.

## Ботаническое описание
Многолетние растения, достигающие высоты до 80 мм, обычно с сильной разветвленностью и короткими, иногда более длинными ветвями в культуре. Листья широкояйцевидные, размерами 6-15(-20) х 6-10(-15) мм, острые или тупые. Сверху они слегка вогнуты, снизу очень выпуклые, плотно прилегают к стеблю, иногда образуя короткий четырехугольный столбик диаметром до 25 мм. Эти столбики густо покрыты почти шаровидными сосочками серого, зеленого или коричневого цвета.
Соцветие рыхлое, представляет собой округлый тирс с цветоносом длиной 20-80 мм, покрытым в основном округлыми сосочками. Чашечка имеет доли продолговато-треугольные, длиной около 1,5 мм, тупые или тупо-острые, покрытые раскидистыми волосками, реже с закругленными сосочками. Они также мясистые и серого цвета. Венчик трубчатый, сросшийся у основания на 0,3-0,5 мм, кремового цвета, переходящий в коричневый. Доли венчика продолговато-эллиптические, размерами 2-2,5 мм, острые или тупые, от расширенных до отогнутых. Тычинки с коричневыми пыльниками. Чешуйки поперечно-продолговатые, почти квадратные, размерами 0,5-0,6х0,6-0,7 мм, обычно слегка выемчатые, клиновидные, мясистые и желтые. Период цветения: (декабрь) январь-март.

## Распространение и экология
Крассула обманчивая произрастает на юго-западе Намибии и в Южной Африке, включая провинцию Северный Кейп, от Бушменленда до Какамаса, а также на юг через Намакваленд до Ванринсдорпа. Естественная среда обитания включает склоны или обнажения скал, часто гравийные, кварцевые обнажения в сочном биоме Кару. Этот регион представляет собой полупустынный природный район на юге Африки, отличающийся экстремальной жарой, холодом и низким количеством годовых осадков.
Растения, такие как Crassula deceptor, принимают оборонительную стратегию, имитируя камни или стараясь сливаться со средой обитания, чтобы избежать замечания хищников. Их сочные листья служат резервуаром для воды, что позволяет растению выживать в засушливой среде, где осадки ограничены. Бледные листья отражают свет, помогая растению поддерживать прохладу и предотвращать тепловые повреждения от солнечного излучения.
Вид проявляет разнообразие в своем диапазоне, включая локальные варианты с различиями в размере и форме свободных верхушек листьев. У некоторых растений гидатоды (водные устьица) более выражены, чем у других, но в большинстве случаев они становятся более выраженными в неблагоприятных условиях.

## Таксономия
Crassula deceptor Schönland & Baker f., J. Bot. 40: 285 (1902).

### Синонимы
Гетеротипные (основанные на разных номенклатурных типах):
- Crassula arta Schönland (1929)
- Crassula cornuta Schönland & Baker f. (1902)
- Crassula deltoidea Harv. (1862)

### Гибриды
Крассула обманчивая используется в качестве исходного вида при создании различных гибридов, таких как:
- Crassula 'Dorothy'
- Crassula 'Frosty'
- Crassula 'Moonglow'

## Применение
Несмотря на медленную скорость роста Crassula deceptor, ее легко выращивать, и она пользуется популярностью как горшечное растение по всему миру.